# 周文碧
周文碧（1942年—），男，四川西充人，中华人民共和国军事人物，中国人民解放军少将，曾任西藏军区司令员，第八届全国人大代表。